# 마이클 블랙슨

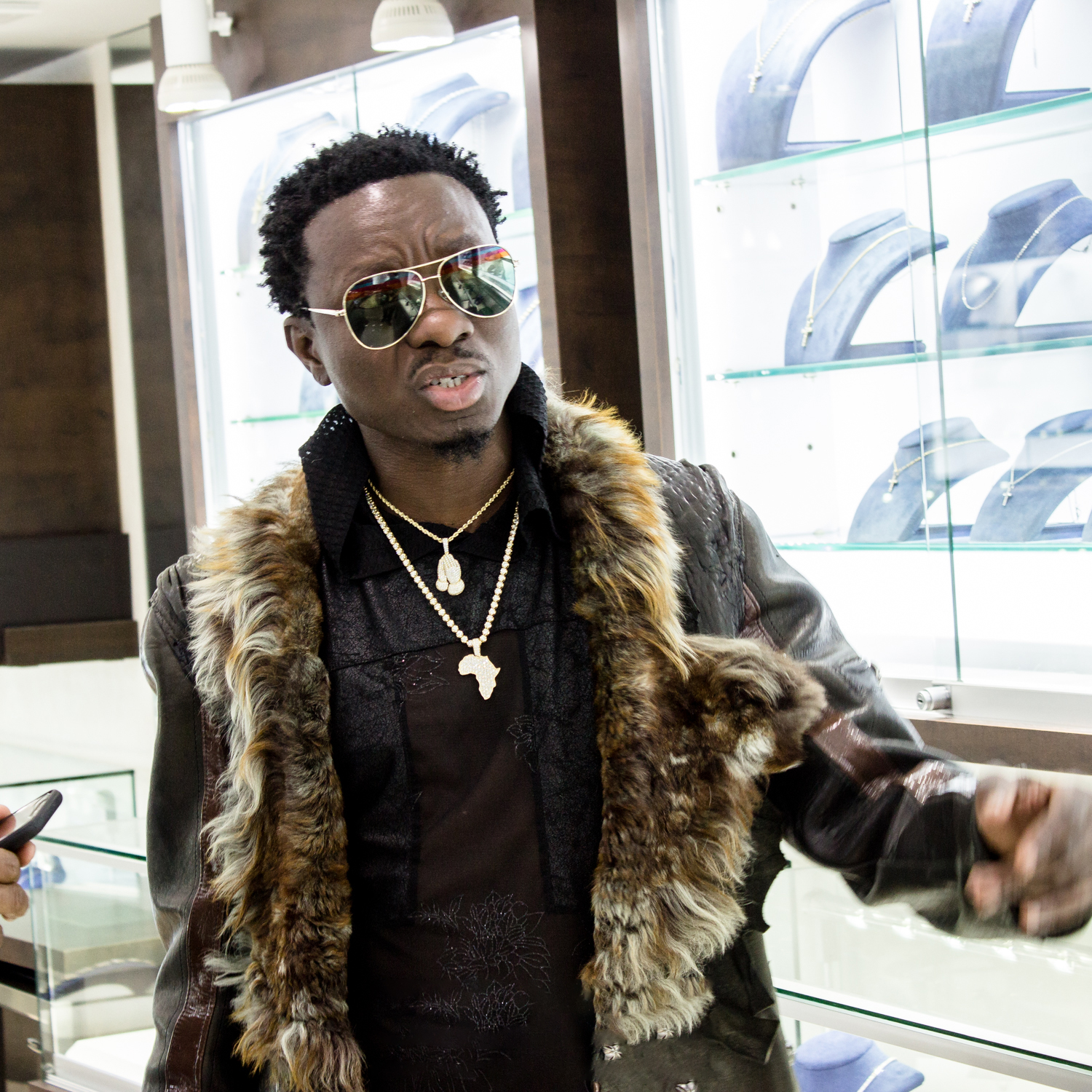

마이클 블랙슨(Michael Blackson, 1972년 11월 28일 ~ )은 가나의 텔레비전 배우이다.
가나에서 태어났다.

## 영화
- 더 하우스 넥스트 도어 (2020년)
- 도망자 2019 (2018년)
- 미트 더 블랙스 (2016년)
- 투큰 (2015년)
- 인 시크니스 앤 인 헬스 (2012년) - 유서프 역
- 마이 아메리칸 너스 2 (2010년)
- 바나나 리브스 (2007년)
- 새비지스 (2007년)
- 프라이데이 2 - 넥스트 프라이데이 (2000년)